# حلقه بینی (جانوران)

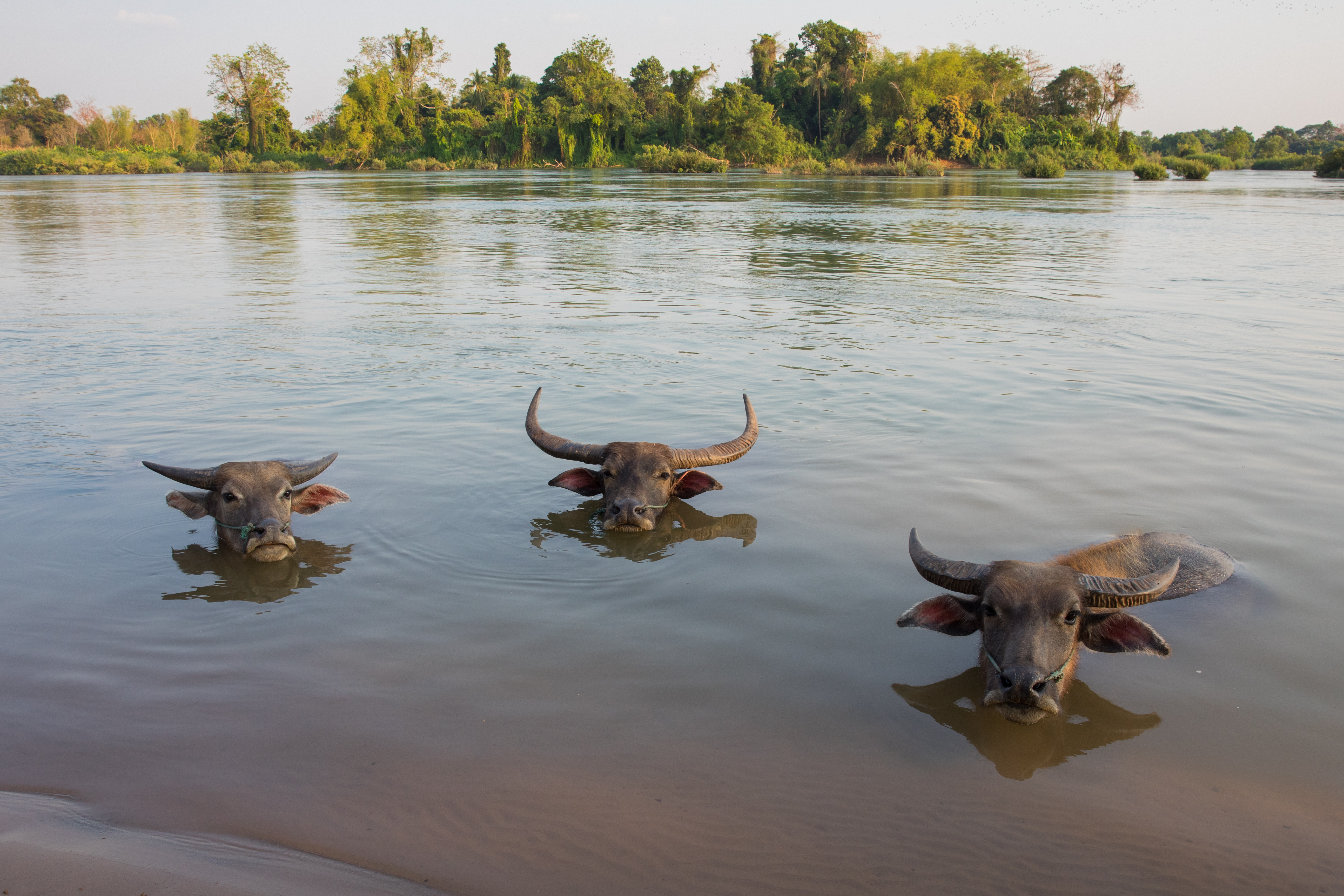
نگاره‌ای از سه گاومیش با حلقهٔ بینی در حین آب‌تنی در رود مِکونگ، در جنوب لائوس.

حلقهٔ بینی، حلقه‌ای فلزی است که برای نصب در تیغهٔ دماغ حیوانات اهلی و به‌ویژه گاومیش به کار برده می‌شود. این نوع حلقه در حیوانات اهلی دیگر مانند خوک‌ها و گوساله‌ها هم استفاده می‌شوند.